# John Edward Seely
John Edward Bernard Seely, 1. baron Mottistone (známý též jako J. E. B. Seely nebo Jack Seely) (John Edward Bernad Seely, 1st Baron Mottistone) (31. května 1868, Brookhill Hall, Anglie – 7. listopadu 1947, Londýn, Anglie) byl britský politik a generál z velkostatkářské rodiny na ostrově Wight. Původně právník, později dlouholetý člen Dolní sněmovny, v letech 1912–1914 zastával funkci ministra války. Za první světové války sloužil v armádě a dosáhl hodnosti generálmajora, později působil v dalších vysokých funkcích a jako celoživotní přítel Winstona Churchilla měl vliv až do konce druhé světové války. Od roku 1933 byl s titulem barona členem Sněmovny lordů.

## Životopis
Pocházel z velkostatkářské a průmyslnické rodiny, jeho otec Sir Charles Seely (1833–1915) vlastnil rozsáhlé pozemky na ostrově Wight a v hrabství Nottingham. Narodil se na rodovém sídle Brookhill Hall (Nottinghamshire), studoval v Harrow School a na cambridgeské univerzitě. Již během studií se setkal s Winstonem Churchillem a stali se z nich celoživotní přátelé. Po studiích sloužil v armádě, poté působil v justici, během búrské války se vrátil do aktivní vojenské služby a bojoval v jižní Africe. Ještě než se vrátil z Afriky, byl v roce 1900 zvolen do Dolní sněmovny za ostrov Wight, kde měla rodina majetkové zájmy. Nejprve patřil ke Konzervativní straně, později přešel k liberálům a členem Dolní sněmovny zůstal s krátkou přestávkou do roku 1924.
V Asquithově vládě byl státním podsekretářem kolonií (1908–1911, funkci převzal po W. Churchillovi) a do roku 1910 byl zároveň mluvčím ministerstva kolonií v Dolní sněmovně, protože tehdejší ministr kolonií Crewe zasedal ve Sněmovně lordů. Od roku 1909 byl členem Tajné rady a z ministerstva kolonií přešel na post státního podsekretáře války (1911–1912). V letech 1912–1914 byl britským ministrem války a v této funkci měl významný podíl na přípravě armády před první světovou válkou. V roce 1912 pozval na vojenské manévry francouzského maršála Foche a důrazně prosazoval účast britského vojenského kontingentu v Evropě v případě mezinárodního konfliktu. Z funkce ministra války odstoupil na jaře 1914 kvůli konfliktům v Irsku.
První světové války se aktivně zúčastnil jako důstojník, zúčastnil se bojů v Evropě, dosáhl hodnosti generálmajora a obdržel Řád lázně (1916) a Řád sv. Michala a sv. Jiří (1918), kromě toho získal francouzský Řád čestné legie a Válečný kříž. V březnu 1918 velel v bitvě u Moreuil Wood, v níž se naposledy ve vojenských dějinách významně prosadilo jezdectvo. Celou dobu první světové války zůstával nadále také poslancem Dolní sněmovny a podporoval koaliční Lloyd Georgův kabinet. Po skončení války se vrátil do vlády jako parlamentní tajemník na ministerstvu pro výrobu munice (1918–1919, jeho nadřízeným byl Winston Churchill), v roce 1919 by státním podsekretářem na ministerstvu letectva. Po porážce liberálů ve volbách v roce 1924 ztratil poslanecký mandát. V letech 1926–1943 byl předsedou Národního výboru pro bezpečnost (National Savings Committee), v této funkci nadále patřil k vlivným osobnostem politiky a spolupracoval se všemi vládami. V letech 1933 a 1935 navštívil Německo a po setkání s Hitlerem svým projevem ve Sněmovně lordů podpořil usmiřovací politiku appeasementu.
V roce 1933 byl povýšen na barona a stal se členem Sněmovny lordů. V letech 1918–1947 zastával čestný post lorda místodržitele v hrabství Hampshire a v roce 1927 získal čestné občanství v Portsmouthu.

## Rodina
V roce 1895 se oženil s Emily Crichton (1870–1913), dcerou plukovníka Henryho Crichtona z rodiny hrabat z Erne. Měli spolu sedm dětí, v roce 1913 Emily zemřela při porodu nejmladší dcery Louise. Nejstarší syn Frank Reginald Seely (1896–1917) padl za první světové války, titul barona zdědili postupně dva mladší synové Henry John Seely (1899–1963) a Arthur Patrick Selly (1905–1966). V roce 1917 se John Edward Seely podruhé oženil s Evelyn Murray (1886–1976), sestrou politika Alexandra Murraye. Z tohoto manželství se narodil syn David Peter Seely, 4. baron Mottistone (1920–2011), který byl posledním guvernérem na ostrově Wight. Současným představitelem rodu je Christopher David Seely, 6. baron Mottistone (*1974).
Johnův starší bratr Sir Charles Seely, 2. baronet (1859–1926), byl dlouholetým členem Dolní sněmovny. Jeho syn Hugh Michael Seely (1898–1970) byl taktéž poslancem, za druhé světové války zastával nižší funkce na ministerstvu letectva a v roce 1941 byl povýšen na barona.